# Мануель Флейтас Соліч
Мануель Флейтас Соліч (ісп. Manuel Fleitas Solich, нар. 30 грудня 1900, Асунсьйон — пом. 24 березня 1984, Ріо-де-Жанейро) — парагвайський футболіст, що грав на позиції півзахисника. По завершенні ігрової кар'єри — тренер.
Виступав, зокрема, за клуби «Насьйональ» та «Бока Хуніорс», а також національну збірну Парагваю.
Чемпіон Аргентини.

## Клубна кар'єра
Мануель Соліч народився в сім'ї великого парагвайського журналіста. Він почав свою кар'єру у віці 17-ти років у клубі «Насьйональ» з Асунсьйона. З цим клубом Флейтас виграв два чемпіонати Парагваю, у 1924 і 1926 роках.
У 1927 році Соліч перейшов в аргентинський клуб «Бока Хуніорс», ставши першим парагвайцем, який виступав за межами Парагваю. Соліч провів за «Бока» 99 матчів, забивши 15 м'ячів. У 1930 році, в якому «Бока» виграла свій перший професійний чемпіонат Аргентини, Мануель отримав важку травму (зламав ногу), від якої відновлювався тривалий термін.
У 1931 році Соліч покинув «Бока Хуніорс» (після травми не провівши жодного матчу за клуб) і перейшов в інший аргентинський клуб «Расинг» (Авельянеда), де провів всього лише 3 гри. Через рік Соліч перейшов у клуб «Платенсе» (Вісенте-Лопес), де провів на полі 10 матчів, забивши 2 м'ячі.
Закінчив кар'єру Соліч у 1936 році в «Боці», куди повернувся після того, як потренував декілька аргентинських команд, за «Боку» в останній свій футбольний рік Соліч провів 17 матчів і забив 2 голи.

## Виступи за збірну
1919 року дебютував в офіційних матчах у складі національної збірної Парагваю. Протягом кар'єри у національній команді, яка тривала 8 років, провів у формі головної команди країни 32 матчі, забивши 3 голи. У декількох матчах Соліч виводив Парагвай на поле з капітанською пов'язкою.
На Чемпіонаті Америки 1926 року Соліч був граючим тренером збірної.

## Кар'єра тренера
Розпочав тренерську кар'єру, ще продовжуючи грати на полі, 1922 року, очоливши тренерський штаб збірної Парагваю. 1932 року став головним тренером команди «Ланус», тренував команду з Лануса лише один рік. Згодом протягом 1933 року очолював тренерський штаб клубу «Ньюеллс Олд Бойз». 1937 року прийняв пропозицію попрацювати у клубі «Ланус». Проте вже того ж року залишив команду з Лануса. Протягом 1937 року був головним тренером команди «Насьйональ».
1939 року був запрошений керівництвом Федерації футболу Парагваю знову очолити місцеву збірну, з якою пропрацював до 1939 року. 1942 року знову очолив тренерський штаб збірної Парагваю. 1945 року став головним тренером команди «Ньюеллс Олд Бойз», тренував команду з Росаріо лише один рік. Протягом 1945—1946 років очолював тренерський штаб парагвайської збірної. 1946 року прийняв пропозицію попрацювати у клубі «Ланус». Залишив команду з Лануса того ж року.
Протягом 6 років, починаючи з 1947 року, знову був головним тренером команди Парагвай. На чолі збірної був учасником чемпіонату світу 1950 року у Бразилії, а також Чемпіонату Південної Америки 1953 року у Перу, на якому його підопічні здобули титул континентальних чемпіонів.
1953 року був запрошений керівництвом клубу «Фламенго» очолити його команду, з якою пропрацював до 1957 року. З 1958 і по 1959 рік знову очолював тренерський штаб «Фламенго».
1959 року став головним тренером команди «Реал Мадрид», тренував королівський клуб лише один рік. Згодом протягом 1960—1962 років очолював тренерський штаб клубу «Фламенго». 1962 року прийняв пропозицію попрацювати у клубі «Корінтіанса». Залишив команду з Сан-Паулу того ж року. Протягом одного року, починаючи з 1963, був головним тренером команди «Флуміненсе». 1966 року був запрошений керівництвом клубу «Палмейрас» очолити його команду, але на цій посаді пропрацював лише один рік. З 1967 по 1968 рік очолював тренерський штаб команди «Атлетіко Мінейру».
Протягом тренерської кар'єри також очолював команди клубів «Кільмес», «Тальєрес» (Ремедіос), «Рівер Плейт» (Асунсьйон), «Олімпія» (Асунсьйон), «Лібертад» та «Баїя».
Останнім місцем тренерської роботи був клуб «Фламенго», головним тренером команди якого Мануель Флейтас Соліч був протягом 1971 року.
Помер 24 березня 1984 року на 84-му році життя у місті Ріо-де-Жанейро.

## Титули і досягнення

### Як гравця
Насьйональ
- Прімера Дивізіон
  -  Чемпіон (2): 1924, 1926

Бока Хуніорс
- Прімера Дивізіон:
  -  Чемпіон (4): 1930, 1931, 1934, 1935

збірна Парагваю
- Чемпіонат Південної Америки
  - Срібний призер (1): 1922
  - Бронзовий призер (2): 1924, 1925

### Як тренера
Лібертад
- Прімера Дивізіон
  -  Чемпіон (1): 1943

збірна Парагваю
- Чемпіонат Південної Америки
  -  Володар (1): 1953
  - Срібний призер (3): 1922, 1947, 1949
  - Бронзовий призер (2): 1924, 1925

Фламенго
- Ліга Каріока
  -  Чемпіон (3): 1953, 1954, 1955

- Турнір чотирикутника Куритиби
  -  Чемпіон (1): 1953

- Міжнародний турнір у Ріо-де-Жанейро
  -  Володар (1): 1954

- Міжнародний турнір Жілберту Кардосу
  -  Володар (1): 1955

- Трофей Посла Освалду Аранья
  -  Володар (1): 1956

- Кубок Бразилії
  -  Володар (1): 1957

- Трофей Понтуфріу
  -  Володар (1): 1957

- Трофей АІКа
  -  Володар (1): 1957

- x  Турнір Ріо-Сан-Паулу
  -  Володар (1): 1961

- Літній турнір 8-ми
  -  Володар (1): 1961

- Турнір Пінту Магалаєша
  -  Володар (1): 1961

- Кубок Президента Медічі
  -  Володар (1): 1971

Реал (Мадрид)
- Кубок європейських чемпіонів
  -  Володар (1): 1959/60

Палмейрас
- Турнір чотирикутника Жоау Хавеланже
  -  Володар (1): 1966

- Кубок міста Куритиба
  -  Володар (1): 1966

Атлетико Мінейро
- Кубок Бразилії — зона «Центр»
  -  Володар (1): 1967

- Кубок Інвіктуш
  -  Володар (1): 1967

Баїя
- Ліга Баїяно
  -  Чемпіон (2): 1970, 1971